# Rhopornis
Rhopornis is een geslacht van vogels uit de familie Thamnophilidae. Het geslacht telt één soort:
- Rhopornis ardesiacus  –  Bahiamiervogel